# مكتب كبير موظفي الموارد البشرية
مكتب كبير موظفي الموارد البشرية (وكالة الخدمة العامة الكندية سابقا) هو ممثل حكومة كندا في جميع القضايا المتعلقة بالموارد البشرية والمعاشات التقاعدية والمزايا وعلاقات العمل والتعويضات.

## المنظمة
يرأس المكتب كبير موظفي الموارد البشرية الذي يتمتع بوضع مماثل للمراقب المالي العام لكندا - بينما يعمل تحت إشراف أمانة مجلس الخزانة يتم تنفيذ عملياته بشكل مستقل من قبل كبير مسؤولي الموارد البشرية وليس من قبل موظفي أمانة مجلس الخزانة. إنهم مسؤولون عن توفير القيادة الإستراتيجية على مستوى المؤسسة. كبير موظفي الموارد البشرية هو أيضا بحكم منصبه رئيس مجلس إدارة المدرسة الكندية للخدمة العامة.

## الخلفية التاريخية
في مراجعة استراتيجية أجرتها حكومة هاربر في أوائل عام 2008 تقرر أن أنشطة الموارد البشرية يمكن إدارتها بشكل أكثر كفاءة وفعالية من خلال مركزية جميع الوظائف في وكالة واحدة. قبل 2 مارس 2009 تم تقسيم مسؤولية الموارد البشرية للحكومة الفيدرالية بين وكالتين: وكالة الخدمة العامة الكندية وأمانة مجلس الخزانة.